# Ruševo Krmpotsko
Ruševo Krmpotsko – wieś w Chorwacji, w żupanii primorsko-gorskiej, w mieście Novi Vinodolski. W 2011 roku liczyła 4 mieszkańców.